# List A Cricket
Als List A Cricket bezeichnet man im Cricket hochklassige Ein-Tages-Spiele (one-day matches). Zu den entsprechenden Länderspielen, den One-Day Internationals, stehen sie im selben Verhältnis wie First-Class Cricket zu Test Cricket.

## Definition
Wie alle sogenannten Ein-Tages-Spiele bestehen sie aus nur einem Innings pro Mannschaft, welches immer auf eine vorher festgelegte Overzahl begrenzt ist. Daher werden Ein-Tages-Spiele auch oft mit dem eigentlich passenderen Begriff limited-overs matches bezeichnet. Für List-A-Spiele muss diese Begrenzung mindestens 40 Over betragen, daher fallen Twenty20-Spiele nicht darunter. Fast alle der zehn Vollmitglieder des International Cricket Council (ICC) tragen einen List-A-Wettbewerb aus, deren Overbegrenzung historisch zwischen 40 und 65 Over lag. Auch Spiele, die durch (Regen-)Unterbrechungen auf weniger als 40 Over verkürzt werden müssen, gelten als List-A-Spiele, entscheidend ist die ursprüngliche Ansetzung des Spiels.

## Status
Der Begriff wurde ursprünglich von Philip Bailey eingeführt, einem langjährigen Mitglied der Association of Cricket Statisticians and Historians (ACS), um eine dem First-Class Cricket entsprechende Kategorie für Statistiken in Ein-Tages-Spielen zu schaffen. Der Name ergab sich schlicht aus der Tatsache, dass Spiele aufgrund ihrer Wichtigkeit in eine A- und eine B-Liste eingeteilt wurden. Offiziell vom ICC anerkannt wurde dieser Begriff erst 2006. Seitdem haben der ICC und die entsprechenden nationalen Verbände das letzte Wort bei der entsprechenden Einteilung von Spielen, diese sind jedoch gehalten, sich an dem vom ACS geschaffenen Standard zu orientieren. Die zuvor von der ASC geschaffene Einteilung blieb deshalb auch unverändert erhalten.

### Spiele mit List-A-Status
- One-Day Internationals (ODI)
- Die wichtigste Ein-Tages-Wettbewerbe der Vollmitglieder des ICC (teilweise mehr als ein solches Turnier pro Land)
- Sogenannte Tour Matches zwischen Test-Teams und den Haupt-First-Class-Mannschaften

### Spiele ohne List-A-Status
- Twenty20-Cricket einschließlich der entsprechenden Länderspiele
- Vorbereitungsspiele zum World Cup (warm-up matches)
- Andere Tourist matches (z. B. Spiele gegen First-Class Mannschaften, wie Universitäten, die nicht an der First-Class-Meisterschaft teilnehmen)
- Festival- und Freundschaftsspiele

## List A Twenty20 Matches
Hochklassige Twenty20-Matches gelten zwar nicht als List-A-Spiele, doch ist für sie, ganz analog zum klassischen Ein-Tages-Cricket, mittlerweile offiziell der List A Twenty20-Status geschaffen worden.